# 167街車站 (IND匯集線)
167街車站（英語：167th Street station）是紐約地鐵IND匯集線的一個慢車地鐵站，位於布朗克斯高橋和匯集167街和大廣場交界，設有D線（任何時候停站（繁忙時段的尖峰方向除外））和B線（僅尖峰時段停站）列車服務。

## 車站結構
| G      | 街道層   | 出入口                                                                                   |
| 夾層   | 夾層     | 閘機、車站詢問處、Metrocard自動售票機                                                    |
| 月台層 | 側式月台 | 側式月台                                                                                 |
| 月台層 | 北行慢車 | ← 繁忙時段往貝德福德公園林蔭路 (170街) ← 往諾伍德-205街 (170街)                          |
| 月台層 | 尖峰快車 | ← 黃昏繁忙時段不停靠 ← 早上繁忙時段不停靠 →                                              |
| 月台層 | 南行慢車 | → 繁忙時段往布萊頓海灘 (161街-洋基體育場) → → 往康尼島-斯提威爾大道 (161街-洋基體育場) → |
| 月台層 | 側式月台 |                                                                                          |

此地下車站於1933年7月1日開放，設有兩個側式月台和三條軌道。中央軌道在繁忙時段的尖峰方向由D線列車使用。
此站以北，路線西側匯出一條軌道。該軌道在170街車站之前的止衝擋結束，用作儲存洋基體育場舉辦賽事後的特別列車。

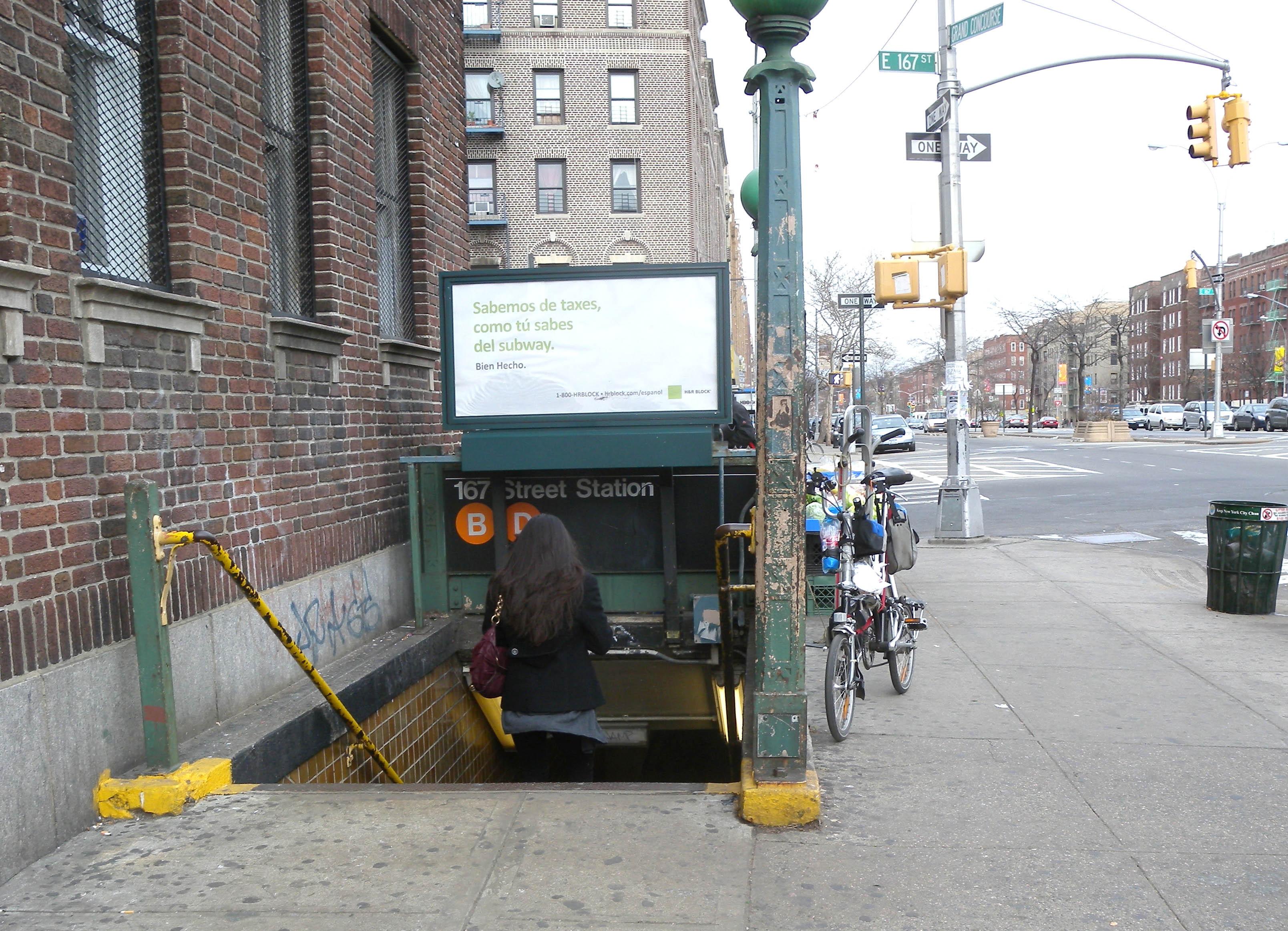
西梯

在2015-2019年MTA資金計劃中，此站與其餘30個紐約地鐵站一同進行徹底重建，並關閉6個月。工程包括蜂窩服務、無線上網、充電站、改善指示牌和改善車站燈光。

## 外部連結
- nycsubway.org—IND Concourse: 167th Street
- Station Reporter — B Train
- Station Reporter — D Train
- The Subway Nut — 167th Street Pictures（页面存档备份，存于）
- 167th Street entrance from Google Maps Street View（页面存档备份，存于）
- McClellan Street entrance from Google Maps Street View（页面存档备份，存于）
- Platforms from Google Maps Street View （页面存档备份，存于）